# Leinenrat
Ein Leinenrat ist ein Ratsherr im Rat der Leinenindustrie. Solche Räte existierten u. a. in Preußen, so zum Beispiel auch in Schlesien. Sie sind (mindestens) von 1798 bis 1926 belegt.

## Liste von Leinenräten
- Bothe, Peter Friedrich Gottlob, 1807 Kriegs- und Domänenrat, 1811 RR in Breslau, Förderer der schlesischen Leinenindustrie (1798 Leinenrat)[2]